# Conquista (kommun i Brasilien)
Conquista är en kommun i Brasilien.   Den ligger i delstaten Minas Gerais, i den sydöstra delen av landet, 500 km söder om huvudstaden Brasília. Antalet invånare är 6 527.
Omgivningarna runt Conquista är en mosaik av jordbruksmark och naturlig växtlighet. Runt Conquista är det ganska glesbefolkat, med 23 invånare per kvadratkilometer.